# Olite
Olite (baskisch Erriberri) ist eine Stadt in der Comunidad Foral Navarra in Nordspanien. Sie liegt 42 km südlich von Pamplona und 50 km nördlich von Tudela.
Nachbargemeinden von Olite sind: Tafalla, San Martín de Unx, Beire, Pitillas, Murillo el Cuende, Caparroso, Marcilla und Falces.

## Geschichte
Laut Isidor von Sevilla (560–636) (Historia de regibus Gothorum, Vandalorum et Suevorum) wurde die Siedlung Oligicus vom Westgotenkönig Suinthila (621–631) gegründet. Tatsächlich wurden aber Mauern einer Siedlung aus dem 1. Jahrhundert ausgegraben, auf denen später Olite gegründet wurde. 1147 erhielt Olite das erste Statut, den Fuero de los francos de Estella. 1266 wurden der Stadt 15 Markttage pro Jahr zugestanden. Im gleichen Jahr wurde Olite Versammlungsort der navarresischen Cortes. Anfang des 15. Jahrhunderts wurde der gotische Palacio Real de Olite gebaut, die Residenz von König Karl III. von Navarra (1361–1425). Mit dem Ende der staatlichen Unabhängigkeit Navarras endete auch die Blütezeit der Stadt.

## Sehenswürdigkeiten
- San Pedro, romanische Kirche
- Santa María la Real, gotische Kirche (15. Jahrhundert)
- Palacio Real de Olite

## Persönlichkeiten
- Rafael Carlos Pérez González (* 1948), Fußballspieler